# Zwemmen op de Paralympische Zomerspelen 1988
Op de VIIIe Paralympische Spelen die in 1988 werden gehouden in het Zuid-Koreaanse Seoel was zwemmen een van de 18 sporten die werd beoefend tijdens deze spelen.

## Evenementen
Er stonden tijdens deze spelen 254 evenementen op het programma 164 voor de mannen en 90 voor de vrouwen. De 25 m rugslag, schoolslag, vlinderslag, en de 75 m wisselslag de stonden tijdens deze spelen voor het laatst op het programma.
- 25 m rugslag
- 50 m rugslag
- 100 m rugslag
- 200 m rugslag

- 25 m schoolslag
- 50 m schoolslag
- 100 m schoolslag
- 200 m schoolslag

- 25 m vlinderslag
- 50 m vlinderslag
- 100 m vlinderslag

- 50 m vrije slag
- 100 m vrije slag
- 200 m vrije slag
- 400 m vrije slag

- 75 m wisselslag
- 100 m wisselslag
- 200 m wisselslag

## Mannen
| Rank | Land                | Tijd    |
| ---- | ------------------- | ------- |
| 1    | Verenigde Staten    | 1:34.86 |
| 2    | Verenigd Koninkrijk | 1:41.75 |
| 3    | Italië              | 1:44.52 |

| Rank | Land                | Tijd    |
| ---- | ------------------- | ------- |
| 1    | Frankrijk           | 1:55.85 |
| 2    | Australië           | 1:56.32 |
| 3    | Verenigd Koninkrijk | 1:56.97 |

| Rank | Land                | Tijd    |
| ---- | ------------------- | ------- |
| 1    | Verenigd Koninkrijk | 4:11.41 |
| 2    | Nederland           | 4:13.52 |
| 3    | Frankrijk           | 4:18.42 |

| Rank | Land             | Tijd    |
| ---- | ---------------- | ------- |
| 1    | Canada           | 4:17.82 |
| 2    | Sovjet-Unie      | 4:17.91 |
| 3    | Verenigde Staten | 4:24.51 |

| Rank | Land             | Tijd    |
| ---- | ---------------- | ------- |
| 1    | Verenigde Staten | 2:03.92 |
| 2    | Polen            | 2:05.37 |
| 3    | Israël           | 2:05.99 |

| Rank | Land                | Tijd    |
| ---- | ------------------- | ------- |
| 1    | Frankrijk           | 2:11.31 |
| 2    | Verenigd Koninkrijk | 2:11.51 |
| 3    | Nederland           | 2:15.01 |

| Rank | Land                | Tijd    |
| ---- | ------------------- | ------- |
| 1    | Verenigd Koninkrijk | 4:48.68 |
| 2    | Zweden              | 4:50.67 |
| 3    | Nederland           | 4:51.34 |

| Rank | Land        | Tijd    |
| ---- | ----------- | ------- |
| 1    | Canada      | 4:50.67 |
| 2    | Sovjet-Unie | 5:02.00 |
| 3    | Spanje      | 5:03.70 |

| \| Rank \| Land \| Tijd \| \| ---- \| --------- \| ------- \| \| 1 \| Spanje \| 5:34.65 \| \| 2 \| Frankrijk \| 6:00.74 \| \| 3 \| Israël \| 6:07.36 \| |           |         |
| Rank | Land      | Tijd    |
| 1 | Spanje    | 5:34.65 |
| 2 | Frankrijk | 6:00.74 |
| 3 | Israël    | 6:07.36 |

### 50 m vrije slag
| Klasse | Snelste tijd | Goud | Goud           | Zilver | Zilver              | Brons | Brons               |
| ------ | ------------ | ---- | -------------- | ------ | ------------------- | ----- | ------------------- |
| 1A     | 59.84        | GBR  | Mike Kenny     | AUS    | Phillip Tracey      | ITA   | Maurizio Galliano   |
| 1B     | 54.07        | USA  | James Thompson | FRG    | Gerhard Hausleitner | GRE   | Kyriakos Griveas    |
| 1C     | 42.29        | ITA  | Luca Pancalli  | POL    | Krzysztof Sleczka   | USA   | Rick Ciccotto       |
| 2      | 35.79        | USA  | Kevin Sullivan | ISR    | Tal Golan           | NZL   | Roby Crichton       |
| 3      | 35.61        | GBR  | Andrew Blake   | POL    | Arkadiusz Pawlowski | NZL   | Brent Gibson        |
| B1     | 27.26        | ISR  | Izhar Cohen    | URS    | Oleg Cher           | CAN   | Timothy MacIssac    |
| B2     | 27.12        | FRA  | Eric Ghysel    | GBR    | Christopher Holmes  | URS   | Mikhail Kapitonov   |
| B3     | 26.84        | CAN  | Michael Edgson | GBR    | Ian Sharpe          | DEN   | Flemming Berthelsen |
| L1     | 48.06        | DEN  | John Petersson | SWE    | Hans Coster         | FRA   | Franck Maille       |

### 100 m vrije slag
| Klasse | Snelste tijd | Goud | Goud               | Zilver | Zilver                | Brons | Brons               |
| ------ | ------------ | ---- | ------------------ | ------ | --------------------- | ----- | ------------------- |
| 1A     | 2:18.48      | GBR  | Mike Kenny         | AUS    | Phillip Tracey        | ITA   | Maurizio Galliano   |
| 1B     | 1:56.62      | USA  | James Thompson     | POL    | Tomasz Dabrowski      | FRG   | Gerhard Hausleitner |
| 1C     | 1:34.89      | ITA  | Luca Pancalli      | POL    | Krzysztof Sleczka     | BRA   | Fabio Ricci         |
| 4      | 1:09.12      | ISR  | Shlomo Pinto       | NED    | Jeffrey van Loon      | FRA   | Pascal Auclair      |
| 5      | 1:04.92      | POL  | Piotr Finder       | FRA    | Bernard Micorec       | MEX   | Moises Galindo      |
| 6      | 1:04.88      | ISR  | Uri Bergman        | CAN    | Tomas Hainey          | IRL   | Gerard Dunne        |
| A1     | 1:21.34      | GBR  | Oliver Jones       | CHN    | Yan Hu Wu             | HUN   | Geza Dukai          |
| A2     | 1:02.55      | NED  | Vincent Maassen    | USA    | Michael Doyle         | AUS   | David Griffin       |
| A4     | 58.65        | NED  | Johan Mosterd      | ISR    | Ron Bolotin           | FRA   | Michael Boucherie   |
| A5     | 1:24.45      | FRA  | David Foppolo      | FRA    | Eric Richard          | ITA   | Stefano Giovannetti |
| A6     | 1:12.93      | CHN  | Zebing Liu         | DEN    | Kim Due Andersen      | POL   | Zbigniew Odachowski |
| A7     | 1:29.01      | FRG  | Heinz Barnbeck     | POL    | Andrzej Wojciechowski | AUS   | Ralph Smith         |
| A8     | 1:03.75      | AUS  | Gregory Hammond    | FRA    | Emmanuel Lacroix      | ISR   | Hanoch Budin        |
| B1     | 1:02.86      | ISR  | Izhar Cohen        | URS    | Oleg Cher             | CAN   | Timothy McIsaac     |
| B2     | 1:01.01      | FRA  | Eric Ghysel        | POL    | Wieslaw Krol          | GBR   | Christopher Holmes  |
| B3     | 58.31        | CAN  | Michael Edgson     | USA    | John Friedrick        | GBR   | Ian Sharpe          |
| C3     | 1:52.08      | NOR  | Haakon Henne       | FRA    | Claude Badie          | ISR   | Boaz Avhar          |
| C4     | 1:19.23      | GBR  | Robin Surgeoner    | SWE    | Mats Brisenfelt       | USA   | Martin Parker       |
| C5     | 1:11.61      | DEN  | Anders Christensen | NED    | Kasper Engel          | FRG   | Michael Quickert    |
| C6     | 1:18.61      | NED  | Joris van Geel     | GBR    | Paul Hancock          | KOR   | Min Soon Lim        |
| C8     | 1:06.41      | FRG  | Thomas Klinger     | BEL    | Hans Pauwels          | NED   | Patrick Buygel      |
| L1     | 1:38.78      | DEN  | John Petersson     | SWE    | Hans Coster           | FRA   | Franck Maille       |
| L3     | 1:10.08      | SWE  | Jorgen Magner      | YUG    | Danijel Pavlinec      | NED   | Marco Elout         |
| L4     | 1:07.02      | NED  | Marcel Poulisse    | NOR    | Erling Trondsen       | GBR   | Andrew Gilbert      |
| L5     | 1:01.50      | FRG  | Holger Woelk       | GBR    | Paul Noble            | KOR   | Pil Sung Yong       |
| L6     | 58.76        | SWE  | Mats Einarsson     | ITA    | Gianluca Saini        | FRG   | Jochen Hahnengress  |

### 200 m vrije slag
| Klasse | Snelste tijd | Goud | Goud                | Zilver | Zilver            | Brons | Brons               |
| ------ | ------------ | ---- | ------------------- | ------ | ----------------- | ----- | ------------------- |
| 2      | 3:02.72      | POL  | Marek Szpojnarowicz | NZL    | Roby Crichton     | ITA   | Ernesto Giussani    |
| 3      | 2:52.05      | NZL  | Brent Gibson        | POL    | Miroslaw Owczarek | POL   | Arkadiusz Pawlowski |
| C4     | 2:57.79      | GBR  | Robin Surgeoner     | SWE    | Mats Brisenfelt   | USA   | Martin Parker       |
| C5     | 2:30.92      | DEN  | Anders Christensen  | GBR    | Martin Mansell    | FRG   | Michael Quickert    |
| C8     | 2:26.58      | BEL  | Hans Pauwels        | FRG    | Thomas Klinger    | NED   | Patrick Buygel      |
| L3     | 2:30.24      | SWE  | Jorgen Magner       | NED    | Marco Elout       | YUG   | Danijel Pavlinec    |

### 400 m vrije slag
| Klasse | Snelste tijd | Goud | Goud               | Zilver | Zilver             | Brons | Brons               |
| ------ | ------------ | ---- | ------------------ | ------ | ------------------ | ----- | ------------------- |
| 4      | 5:26.44      | NED  | Jeffrey van Loon   | ISR    | Shlomo Pinto       | MAR   | Abdeljalal Biare    |
| 5      | 4:59.53      | POL  | Piotr Finder       | FRA    | Bernard Micorec    | AUS   | Wayne Ryding        |
| 6      | 5:00.82      | ESP  | Luis Leardy        | CAN    | Tomas Hainey       | IRL   | Gerard Dunne        |
| A2     | 4:46.99      | CAN  | Stephane Lecours   | NED    | Vincent Maassen    | USA   | Michael Doyle       |
| A4     | 4:33.13      | NED  | Johan Mosterd      | GBR    | David Moreton      | ISR   | Ron Bolotin         |
| A6     | 6:00.44      | JPN  | Hideaki Mogi       | DEN    | Kim Due Andersen   |       |                     |
| A8     | 5:07.98      | CHN  | Gui Ping Liu       | SWE    | Tomas Kjellqvist   | ISR   | Hanoch Budin        |
| B1     | 5:08.29      | CAN  | Timothy McIsaac    | SWE    | Lars-Ove Nederman  | URS   | Oleg Cher           |
| B2     | 4:54.88      | CAN  | Lee Grenon         | GBR    | Christopher Holmes | POL   | Wieslaw Krol        |
| B3     | 4:33.98      | CAN  | Michael Edgson     | USA    | John Friedrick     | DEN   | Flemming Berthelsen |
| C3–4   | 6:16.24      | GBR  | Robin Surgeoner    | USA    | Martin Parker      | SWE   | Mats Brisenfelt     |
| C5     | 5:16.37      | DEN  | Anders Christensen | FRG    | Michael Quickert   | NED   | Kasper Engel        |
| C8     | 5:08.40      | BEL  | Hans Pauwels       | FRG    | Thomas Klinger     | AUT   | Karl Mayr           |
| L4     | 5:03.02      | NED  | Marcel Poulisse    | FRG    | Michael Lapp       | GBR   | Andrew Gilbert      |
| L5     | 4:50.21      | FRG  | Holger Woelk       | GBR    | Paul Noble         | ISL   | Olafur Eiriksson    |
| L6     | 4:29.53      | SWE  | Mats Einarsson     | HUN    | Gyorgy Tory        | ITA   | Gianluca Saini      |

### 25 m rugslag
| Klasse | Snelste tijd | Goud | Goud              | Zilver | Zilver           | Brons | Brons               |
| ------ | ------------ | ---- | ----------------- | ------ | ---------------- | ----- | ------------------- |
| 1A     | 31.06        | GBR  | Mike Kenny        | AUS    | Phillip Tracey   | USA   | William Gilly       |
| 1B     | 27.84        | USA  | James Thompson    | GRE    | Kyriakos Griveas | FRG   | Gerhard Hausleitner |
| 1C     | 20.12        | POL  | Krzysztof Sleczka | ITA    | Luca Pancalli    | BRA   | Fabio Ricci         |
| L1     | 25.86        | DEN  | John Petersson    | SWE    | Hans Coster      | FRA   | Franck Maille       |

### 50 m rugslag
| Klasse | Snelste tijd | Goud | Goud              | Zilver | Zilver              | Brons | Brons               |
| ------ | ------------ | ---- | ----------------- | ------ | ------------------- | ----- | ------------------- |
| 2      | 44.19        | ITA  | Ernesto Giussani  | POL    | Marek Szpojnarowicz | FRA   | Jean Marc Durieux   |
| 3      | 38.59        | POL  | Miroslaw Owczarek | FRA    | Mohamed Ait Aissa   | POL   | Arkadiusz Pawlowski |
| A5     | 40.01        | FRA  | David Foppolo     | FRA    | Eric Richard        | POL   | Bogdan Kozon        |
| C6     | 40.83        | NED  | Joris van Geel    | GBR    | Paul Hancook        | USA   | Darron Crouse       |
| L3     | 39.03        | SWE  | Jorgen Magner     | NED    | Marco Elout         | HUN   | Andras Toth         |

### 100 m rugslag
| Klasse | Snelste tijd | Goud | Goud             | Zilver | Zilver                | Brons | Brons              |
| ------ | ------------ | ---- | ---------------- | ------ | --------------------- | ----- | ------------------ |
| 4      | 1:21.57      | POL  | Adam Pielak      | NED    | Jeffrey van Loon      | USA   | James Terpenning   |
| 5      | 1:15.79      | FRA  | Bernard Micorec  | POL    | Zbigniew Sajkiewicz   | FRA   | Herve Prisset      |
| 6      | 1:14.27      | IRL  | Gerard Dunne     | ESP    | Jorge Gotzens         | ESP   | Juan Castane       |
| A2     | 1:14.02      | CAN  | Stephane Lecours | ISL    | Jonas Oskarson        | NED   | Vincent Maassen    |
| A4     | 1:10.33      | NED  | Johan Mosterd    | FRA    | Robert Gallais        | GBR   | Marc Woods         |
| A6     | 1:20.08      | CHN  | Zusheng Cai      | CHN    | Zebing Liu            | DEN   | Kim Due Andersen   |
| A7     | 1:32.24      | FRG  | Heinz Barnbeck   | POL    | Andrzej Wojciechowski | YUG   | Roko Mikelin       |
| A8     | 1:17.27      | ISR  | Hanoch Budin     | FRA    | Emmanuel Lacroix      | CAN   | Philip Mindorf     |
| B1     | 1:19.55      | CAN  | Timothy McIsaac  | URS    | Oleg Cher             | ITA   | Corrado Daglio     |
| B2     | 1:18.30      | POL  | Wieslaw Krol     | ESP    | Pablo Corral          | USA   | Jack Krier         |
| B3     | 1:07.97      | CAN  | Michael Edgson   | NOR    | Noel Pedersen         | USA   | John Friedrick     |
| C3     | 2:17.78      | NOR  | Haakon Henne     | FRA    | Claude Badie          | ISR   | Boaz Avhar         |
| C5     | 1:23.32      | GBR  | Martin Mansell   | FRG    | Michael Quickert      | DEN   | Anders Christensen |
| L4     | 1:19.23      | NED  | Johannes Stokkel | GBR    | Andrew Gilbert        | FRG   | Michael Lapp       |
| L5     | 1:12.05      | FRG  | Holger Woelk     | GBR    | Paul Noble            | NED   | Henk de Groot      |
| L6     | 1:09.53      | SWE  | Mats Einarsson   | ESP    | Alberto Gomez         | ITA   | Alessandro Pisetta |

### 200 m rugslag
| Klasse | Snelste tijd | Goud | Goud               | Zilver | Zilver           | Brons | Brons          |
| ------ | ------------ | ---- | ------------------ | ------ | ---------------- | ----- | -------------- |
| C3     | 4:23.38      | KOR  | Jong Woo Kim       | FRA    | Claude Badie     | ISR   | Boaz Avhar     |
| C5     | 3:00.16      | DEN  | Anders Christensen | FRG    | Michael Quickert | GBR   | Martin Mansell |

### 25 m schoolslag
| Klasse | Snelste tijd | Goud | Goud           | Zilver | Zilver              | Brons | Brons            |
| ------ | ------------ | ---- | -------------- | ------ | ------------------- | ----- | ---------------- |
| 1A     | 35.56        | GBR  | Mike Kenny     | ARG    | Carlos Maslup       | USA   | William Gilly    |
| 1B     | 31.81        | USA  | James Thompson | FRG    | Gerhard Hausleitner | POL   | Tomasz Dabrowski |
| 1C     | 26.41        | ITA  | Luca Pancalli  | POL    | Krzysztof Sleczka   | BRA   | Fabio Ricci      |
| L1     | 27.25        | DEN  | John Petersson | SWE    | Hans Coster         | FRA   | Franck Maille    |

### 50 m schoolslag
| Klasse | Snelste tijd | Goud | Goud               | Zilver | Zilver              | Brons | Brons              |
| ------ | ------------ | ---- | ------------------ | ------ | ------------------- | ----- | ------------------ |
| 2      | 48.91        | FRG  | Bernd Eickemeyer   | GBR    | Chris Hallam        | ITA   | Ernesto Giussani   |
| 3      | 46.58        | USA  | Ian Jaquiss        | POL    | Arkadiusz Pawlowski | ISR   | Joseph Wanger      |
| B1     | 36.79        | ISR  | Izhar Cohen        | SWE    | Lars-Ove Nederman   | CHN   | Yuefu Huang        |
| B2     | 34.72        | ESP  | Jose Pedrajas      | FRA    | Eric Ghysel         | POL   | Roman Reszczynski  |
| B3     | 32.45        | NOR  | Noel Pedersen      | USA    | Brian Hudson        | AUS   | Kingsley Bugarin   |
| C6     | 42.83        | NED  | Joris van Geel     | CAN    | Jeff Worobetz       | JPN   | Takeshi Ohori      |
| L3     | 44.77        | FRG  | Matthias Schlubeck | NED    | Marco Elout         | DEN   | Mogens Christensen |

### 100 m schoolslag
| Klasse | Snelste tijd | Goud | Goud               | Zilver | Zilver              | Brons | Brons              |
| ------ | ------------ | ---- | ------------------ | ------ | ------------------- | ----- | ------------------ |
| 4      | 1:40.86      | NED  | Jeffrey van Loon   | ISR    | Shlomo Pinto        | POL   | Adam Pielak        |
| 5      | 1:40.26      | FRA  | Bernard Micorec    | POL    | Zbigniew Sajkiewicz | SWE   | Simon Ahlstad      |
| A1     | 1:39.27      | CHN  | Yan Hu Wu          | CHN    | Wenhua Liu          | HUN   | Geza Dukai         |
| A2     | 1:24.94      | CAN  | Stephane Lecours   | USA    | Michael Doyle       | POL   | Jan Chryczyk       |
| A4     | 1:19.54      | NED  | Johan Mosterd      | CHN    | Jiaman Zhang        | IRL   | Sean McGrath       |
| A5     | 1:29.18      | FRA  | Eric Richard       | ITA    | Stefano Giovannetti | POL   | Bogdan Kozon       |
| A6     | 1:28.06      | CHN  | Zusheng Cai        | CHN    | Zebing Liu          | HUN   | Sandor Takacs      |
| A8     | 1:20.18      | AUS  | Gregory Hammond    | ISL    | Geir Sverrisson     | ISR   | Hanoch Budin       |
| B1     | 1:22.43      | SWE  | Lars-Ove Nederman  | ISR    | Izhar Cohen         | URS   | Vladimir Sigidov   |
| B2     | 1:15.78      | ESP  | Jose Pedrajas      | URS    | Alexandre Gapon     | POL   | Roman Reszczynski  |
| B3     | 1:11.74      | NOR  | Noel Pedersen      | USA    | Brian Hudson        | AUS   | Kingsley Bugarin   |
| C4     | 1:43.49      | GBR  | Robin Surgeoner    | SWE    | Mats Brisenfelt     | DEN   | Hansole Noe        |
| C8     | 1:24.78      | BEL  | Hans Pauwels       | NED    | Patrick Buygel      | KOR   | Sang Tae Bae       |
| L4     | 1:27.36      | NED  | Johannes Stokkel   | FRA    | Eric Fleury         | NOR   | Erling Trondsen    |
| L5     | 1:23.15      | NED  | Henk de Groot      | FRG    | Holger Woelk        | NED   | Rutger Sturkenboom |
| L6     | 1:18.45      | FRG  | Jochen Hahnengress | SWE    | Mats Einarsson      | ESP   | Alberto Gomez      |

### 200 m schoolslag
| Klasse | Snelste tijd | Goud | Goud              | Zilver | Zilver           | Brons | Brons             |
| ------ | ------------ | ---- | ----------------- | ------ | ---------------- | ----- | ----------------- |
| B1     | 3:00.99      | SWE  | Lars-Ove Nederman | URS    | Vladimir Sigidov | CAN   | Timothy McIsaac   |
| B2     | 2:49.06      | ESP  | Jose Pedrajas     | URS    | Alexandre Gapon  | POL   | Roman Reszczynski |
| B3     | 2:37.79      | NOR  | Noel Pedersen     | USA    | Brian Hudson     | AUS   | Kingsley Bugarin  |

### 25 m vlinderslag
| Klasse | Snelste tijd | Goud | Goud                | Zilver | Zilver              | Brons | Brons               |
| ------ | ------------ | ---- | ------------------- | ------ | ------------------- | ----- | ------------------- |
| 1A     | 38.08        | ITA  | Alvise de Vidi      | USA    | William Gilly       | USA   | Scott Hager         |
| 1B     | 27.97        | USA  | James Thompson      | FRG    | Gerhard Hausleitner | EGY   | Ashraf Marei        |
| 2      | 20.56        | USA  | Kevin Sullivan      | GBR    | Mark Butler         | POL   | Marek Szpojnarowicz |
| 3      | 18.48        | POL  | Arkadiusz Pawlowski | FRA    | Patrick Moyses      | POL   | Miroslaw Owczarek   |

### 50 m vlinderslag
| Klasse | Snelste tijd | Goud | Goud          | Zilver | Zilver             | Brons | Brons          |
| ------ | ------------ | ---- | ------------- | ------ | ------------------ | ----- | -------------- |
| 4      | 36.49        | ISR  | Shlomo Pinto  | NED    | Jeffrey van Loon   | FRA   | Pascal Auclair |
| A5     | 37.03        | FRA  | David Foppolo | FRA    | Eric Richard       | POL   | Bogdan Kozon   |
| L3     | 37.66        | SWE  | Jorgen Magner | DEN    | Mogens Christensen | DEN   | Kim Andersen   |

### 100 m vlinderslag
| Klasse | Snelste tijd | Goud | Goud             | Zilver | Zilver              | Brons | Brons                |
| ------ | ------------ | ---- | ---------------- | ------ | ------------------- | ----- | -------------------- |
| 5      | 1:17.24      | POL  | Piotr Finder     | MEX    | Moises Galindo      | FRA   | Bernard Micorec      |
| 6      | 1:08.11      | IRL  | Gerard Dunne     | CAN    | Tomas Hainey        | ESP   | Luis Leardy          |
| A2     | 1:10.08      | CAN  | Stephane Lecours | GBR    | Peter Aldous        | AUS   | David Griffin        |
| A4     | 1:05.82      | ISR  | Ron Bolotin      | GBR    | David Moreton       | NED   | Johan Mosterd        |
| A6     | 1:12.87      | CHN  | Zebing Liu       | POL    | Zbigniew Odachowski | DEN   | Kim Due Andersen     |
| A8     | 1:15.61      | CHN  | Gui Ping Liu     | SWE    | Tomas Kjellqvist    | FRA   | Emmanuel Lacroix     |
| B1     | 1:16.58      | CAN  | Timothy McIsaac  | ESP    | Alberto Dauden      | ESP   | Jorge Mary           |
| B2     | 1:06.21      | CAN  | Lee Grenon       | POL    | Roman Reszczynski   | FRA   | Eric Ghysel          |
| B3     | 1:02.20      | CAN  | Michael Edgson   | DEN    | Flemming Berthelsen | GBR   | Ian Sharpe           |
| L4     | 1:11.13      | NOR  | Erling Trondsen  | NED    | Marcel Poulisse     | NED   | Johannes Stokkel     |
| L5     | 1:09.99      | GBR  | Paul Noble       | FRA    | Claude Dupin        | ISL   | Olafur Eiriksson     |
| L6     | 1:03.97      | SWE  | Mats Einarsson   | ESP    | Alberto Gomez       | BRA   | Leandro Ramos Santos |

### 75 m wisselslag
| Klasse | Snelste tijd | Goud | Goud           | Zilver | Zilver           | Brons | Brons                   |
| ------ | ------------ | ---- | -------------- | ------ | ---------------- | ----- | ----------------------- |
| 1A     | 1:52.12      | GBR  | Mike Kenny     | ARG    | Carlos Maslup    | EGY   | Al Mootasem Haly Hegazi |
| 1B     | 1:44.68      | USA  | James Thompson | POL    | Tomasz Dabrowski | FRG   | Gerhard Hausleitner     |

### 100 m wisselslag
| Klasse | Snelste tijd | Goud | Goud                | Zilver | Zilver            | Brons | Brons            |
| ------ | ------------ | ---- | ------------------- | ------ | ----------------- | ----- | ---------------- |
| 2      | 1:39.67      | POL  | Marek Szpojnarowicz | ITA    | Ernesto Giussani  | FRG   | Bernd Eickemeyer |
| 3      | 1:30.32      | POL  | Arkadiusz Pawlowski | POL    | Miroslaw Owczarek | NZL   | Brent Gibson     |

### 200 m wisselslag
| Klasse | Snelste tijd | Goud | Goud               | Zilver | Zilver             | Brons | Brons               |
| ------ | ------------ | ---- | ------------------ | ------ | ------------------ | ----- | ------------------- |
| 4      | 3:06.40      | ISR  | Shlomo Pinto       | NED    | Jeffrey van Loon   | FRA   | Pascal Auclair      |
| 5      | 2:52.80      | MEX  | Moises Galindo     | FRA    | Bernard Micorec    | POL   | Zbigniew Sajkiewicz |
| 6      | 2:45.27      | ESP  | Luis Leardy        | CAN    | Tomas Hainey       | IRL   | Gerard Dunne        |
| A1     | 3:09.79      | CHN  | Yan Hu Wu          | CHN    | Wenhua Liu         | POL   | Artur Jeznach       |
| A2     | 2:36.74      | CAN  | Stephane Lecours   | USA    | Michael Doyle      | NED   | Vincent Maassen     |
| A4     | 2:27.76      | NED  | Johan Mosterd      | ISR    | Ron Bolotin        | GBR   | David Moreton       |
| A5     | 3:23.70      | FRA  | David Foppolo      | POL    | Bogdan Kozon       | FRA   | Eric Richard        |
| A6     | 3:01.23      | CHN  | Zusheng Cai        | DEN    | Kim Due Andersen   | CHN   | Zebing Liu          |
| A8     | 2:39.40      | ISR  | Hanoch Budin       | CHN    | Gui Ping Liu       | SWE   | Tomas Kjellqvist    |
| B1     | 2:42.89      | CAN  | Timothy McIsaac    | URS    | Oleg Cher          | ESP   | Jorge Mary          |
| B2     | 2:35.99      | SWE  | Per Andersson      | ESP    | Jose Corral        | FRA   | Eric Ghysel         |
| B3     | 2:21.70      | CAN  | Michael Edgson     | NOR    | Noel Pedersen      | USA   | Brian Hudson        |
| C5     | 2:58.35      | DEN  | Anders Christensen | GBR    | Martin Mansell     | FRG   | Michael Quickert    |
| C8     | 2:50.06      | BEL  | Hans Pauwels       | AUT    | Karl Mayr          | HUN   | Janos Becsey        |
| L3     | 3:02.07      | SWE  | Jorgen Magner      | DEN    | Mogens Christensen | NED   | Marco Elout         |
| L4     | 2:46.80      | NOR  | Erling Trondsen    | NED    | Johannes Stokkel   | NED   | Marcel Poulisse     |
| L5     | 2:35.08      | FRG  | Holger Woelk       | GBR    | Paul Noble         | NED   | Rutger Sturkenboom  |
| L6     | 2:28.12      | SWE  | Mats Einarsson     | ITA    | Gianluca Saini     | ESP   | Alberto Gomez       |

| Klasse | Snelste tijd | Goud | Goud           | Zilver | Zilver       | Brons | Brons         |
| ------ | ------------ | ---- | -------------- | ------ | ------------ | ----- | ------------- |
| B2     | 5:43.62      | SWE  | Per Andersson  | POL    | Wieslaw Krol | CAN   | Lee Grenon    |
| B3     | 5:06.50      | CAN  | Michael Edgson | USA    | Brian Hudson | NOR   | Noel Pedersen |

## Vrouwen
| Rank | Land                | Tijd    |
| ---- | ------------------- | ------- |
| 1    | Verenigd Koninkrijk | 5:02.30 |
| 2    | Australië           | 5:19.83 |
| 3    | Denemarken          | 5:26.06 |

| Rank | Land                | Tijd    |
| ---- | ------------------- | ------- |
| 1    | Verenigde Staten    | 4:55.45 |
| 2    | Zweden              | 5:11.57 |
| 3    | Verenigd Koninkrijk | 5:16.55 |

| Rank | Land                | Tijd    |
| ---- | ------------------- | ------- |
| 1    | Verenigd Koninkrijk | 5:43.92 |
| 2    | Denemarken          | 6:02.33 |
| 3    | Frankrijk           | 6:02.33 |

| Rank | Land             | Tijd    |
| ---- | ---------------- | ------- |
| 1    | Verenigde Staten | 5:27.08 |
| 2    | Zweden           | 5:44.45 |
| 3    | Canada           | 5:48.68 |

### 50 m vrije slag
| Klasse | Snelste tijd | Goud | Goud              | Zilver | Zilver              | Brons | Brons               |
| ------ | ------------ | ---- | ----------------- | ------ | ------------------- | ----- | ------------------- |
| 2      | 39.24        | USA  | Cynthia Gettinger | USA    | Judith Smith        | AUS   | Lyn Lillecrapp      |
| B1     | 33.82        | GBR  | Janice Burton     | SWE    | Magdalena Tjernberg | CAN   | Yvette Weicker      |
| B2     | 29.53        | USA  | Trischa Zorn      | GBR    | Angela McDowell     | URS   | Tatiana Chipovalova |
| B3     | 30.72        | USA  | Debra Brandewie   | URS    | Nadežda Maksimova   | SWE   | Gabriella Tjernberg |
| L1     | 51.69        | FRA  | Genevieve Pairoux | FRA    | Béatrice Hess       | SWE   | Anne-Lie Osterstrom |
| L2     | 46.75        | SWE  | Marita Johansson  | USA    | Nancy Stewart       | FIN   | Ritva Nikkila       |

### 100 m vrije slag
| Klasse | Snelste tijd | Goud | Goud                   | Zilver | Zilver              | Brons | Brons               |
| ------ | ------------ | ---- | ---------------------- | ------ | ------------------- | ----- | ------------------- |
| 4      | 1:23.96      | GBR  | Beverley Gull          | USA    | Arden Adams         | ISL   | Soley Axelsdottir   |
| 5      | 1:17.44      | ESP  | Ana Peiro              | ESP    | Esther Eroles       | POL   | Malgorzata Adamik   |
| 6      | 1:19.45      | BRA  | Graciana Moreira Alves | USA    | Nancy Clarke        | BRA   | Maria Jussara Matos |
| A2     | 1:13.67      | SWE  | Cecilia Karlsson       | USA    | Jan Wilson          | ISL   | Lilja Snorradottir  |
| A8     | 1:16.03      | SWE  | Kristina Brokholc      | DEN    | Charlotte Hede      | USA   | Staci Perrigo       |
| B1     | 1:14.41      | SWE  | Magdalena Tjernberg    | CAN    | Yvette Weicker      | GBR   | Janice Burton       |
| B2     | 1:05.73      | USA  | Trischa Zorn           | GBR    | Angela McDowell     | URS   | Tatiana Chipovalova |
| B3     | 1:05.51      | USA  | Debra Brandewie        | SWE    | Gabriella Tjernberg | URS   | Nadežda Maksimova   |
| C4     | 1:38.14      | CAN  | Tammy Barker           | GBR    | Jane Stidever       | ISR   | Miri Sisso          |
| C6     | 1:41.58      | AUS  | Sandra Yaxley          | FRA    | Helene Binet        | CAN   | Susan Chick         |
| C8     | 1:14.63      | NED  | Marga Aarts            | FRO    | Katrin Johansen     | CAN   | Judy Goodrich       |
| L2     | 1:37.86      | SWE  | Marita Johansson       | FIN    | Ritva Nikkila       | DEN   | Anne-Dorte Andersen |
| L4     | 1:18.24      | POL  | Lucyna Krajewska       | FRG    | Britta Siegers      | NOR   | Maj Berger Sether   |
| L5     | 1:11.36      | FRA  | Agnes Beraudias        | FRA    | Goislaine Cristallo | FIN   | Miia Rantanen       |
| L5     | 1:11.36      | FRA  | Agnes Beraudias        | FRA    | Goislaine Cristallo | GBR   | Helen Lewis         |
| L6     | 1:04.82      | FRG  | Claudia Hengst         | FRO    | Tora Vid Keldu      | NED   | Sjerstin Vermeulen  |

### 200 m vrije slag
| Klasse | Snelste tijd | Goud | Goud         | Zilver | Zilver        | Brons | Brons             |
| ------ | ------------ | ---- | ------------ | ------ | ------------- | ----- | ----------------- |
| C4     | 3:38.05      | CAN  | Tammy Barker | GBR    | Jane Stidever | USA   | Victoria Williams |

### 400 m vrije slag
| Klasse | Snelste tijd | Goud | Goud                | Zilver | Zilver              | Brons | Brons                |
| ------ | ------------ | ---- | ------------------- | ------ | ------------------- | ----- | -------------------- |
| 4      | 6:17.21      | GBR  | Beverley Gull       | USA    | Arden Adams         | JPN   | Hisako Touchi        |
| 5      | 5:55.92      | ESP  | Ana Peiro           | ESP    | Esther Eroles       | POL   | Malgorzata Adamik    |
| 6      | 6:04.14      | FRG  | Heidi Kopp          | USA    | Nancy Clarke        | ESP   | Pilar Javaloya       |
| A2     | 5:30.46      | SWE  | Cecilia Karlsson    | GBR    | Linda Walters       | AUS   | Deborah Holland      |
| A4     | 4:56.24      | CAN  | Joanne Mucz         | DEN    | Gritt Barlund       | GBR   | Dianne Barr          |
| A8     | 5:14.03      | AUS  | Judith Young        | DEN    | Charlotte Hede      | FRA   | Isabelle Duranceau   |
| B1     | 5:31.34      | SWE  | Magdalena Tjernberg | GBR    | Janice Burton       | FIN   | Eeva Riitta Kukkonen |
| B2     | 5:06.47      | USA  | Trischa Zorn        | SWE    | Eva Andersson       | GBR   | Angela McDowell      |
| B3     | 4:47.49      | USA  | Debra Brandewie     | SWE    | Gabriella Tjernberg | CAN   | Michelle Arnold      |
| C3–4   | 7:38.63      | GBR  | Jane Stidever       | FRO    | Christina Naess     | USA   | Victoria Williams    |
| L6     | 4:58.02      | FRG  | Claudia Hengst      | NED    | Sjerstin Vermeulen  | FRO   | Tora Vid Keldu       |

### 25 m rugslag
| Klasse | Snelste tijd | Goud | Goud          | Zilver | Zilver              | Brons | Brons             |
| ------ | ------------ | ---- | ------------- | ------ | ------------------- | ----- | ----------------- |
| L1     | 24.49        | FRA  | Béatrice Hess | SWE    | Anne-Lie Osterstrom | FRA   | Genevieve Pairoux |

### 50 m rugslag
| Klasse | Snelste tijd | Goud | Goud              | Zilver | Zilver           | Brons | Brons           |
| ------ | ------------ | ---- | ----------------- | ------ | ---------------- | ----- | --------------- |
| 2      | 51.77        | USA  | Cynthia Gettinger | USA    | Judith Smith     | AUS   | Lyn Lillecrapp  |
| C6     | 53.29        | FRA  | Helene Binet      | AUS    | Sandra Yaxley    | USA   | Stephanie Sloan |
| L2     | 52.33        | FIN  | Ritva Nikkila     | SWE    | Marita Johansson | USA   | Nancy Stewart   |

### 100 m rugslag
| Klasse | Snelste tijd | Goud | Goud                  | Zilver | Zilver              | Brons | Brons                |
| ------ | ------------ | ---- | --------------------- | ------ | ------------------- | ----- | -------------------- |
| 4      | 1:41.92      | GBR  | Beverley Gull         | USA    | Arden Adams         | USA   | Lena Liebetrau       |
| 5      | 1:32.58      | ESP  | Ana Peiro             | ESP    | Esther Eroles       | POL   | Malgorzata Adamik    |
| 6      | 1:29.40      | ESP  | Pilar Javaloya        | USA    | Nancy Clarke        | FRG   | Heidi Kopp           |
| A2     | 1:20.90      | NED  | Jacqueline Nannenberg | SWE    | Cecilia Karlsson    | ISL   | Lilja Snorradottir   |
| A4     | 1:22.00      | GBR  | Dianne Barr           | CAN    | Joanne Mucz         | AUS   | Susan Knox           |
| A8     | 1:21.20      | AUS  | Judith Young          | GBR    | Joanne Round        | DEN   | Jeanette Pedersen    |
| B1     | 1:27.32      | CAN  | Yvette Weicker        | GBR    | Janice Burton       | FIN   | Eeva Riitta Kukkonen |
| B2     | 1:11.13      | USA  | Trischa Zorn          | FIN    | Paivi Tolonen       | GBR   | Angela McDowell      |
| B3     | 1:15.75      | USA  | Debra Brandewie       | SWE    | Gabriella Tjernberg | CAN   | Michelle Arnold      |
| C3     | 2:21.68      | FRO  | Christina Naess       | AUS    | Catherine Huggett   | GBR   | Anne Trotman         |
| C4     | 1:57.11      | GBR  | Jane Stidever         | CAN    | Tammy Barker        | FRA   | Yvonne Lumineau      |
| C8     | 1:26.49      | NED  | Marga Aarts           | CAN    | Judy Goodrich       | FRO   | Katrin Johansen      |
| L4     | 1:24.93      | FRG  | Britta Siegers        | GBR    | Jeanette Esling     | NOR   | Maj Berger Sether    |
| L6     | 1:19.65      | FRG  | Claudia Hengst        | NED    | Sjerstin Vermeulen  | GBR   | Thelma Young         |

### 25 m schoolslag
| Klasse | Snelste tijd | Goud | Goud              | Zilver | Zilver         | Brons | Brons      |
| ------ | ------------ | ---- | ----------------- | ------ | -------------- | ----- | ---------- |
| L1     | 30.81        | FRA  | Genevieve Pairoux | DEN    | Manja Haugsted | GBR   | Tara Flood |

### 50 m schoolslag
| Klasse | Snelste tijd | Goud | Goud                | Zilver | Zilver              | Brons | Brons               |
| ------ | ------------ | ---- | ------------------- | ------ | ------------------- | ----- | ------------------- |
| 2      | 1:07.34      | USA  | Cynthia Gettinger   | AUS    | Lyn Lillecrapp      | USA   | Karen Lagrange      |
| B1     | 41.87        | SWE  | Magdalena Tjernberg | GBR    | Louise Byles        | CAN   | Yvette Weicker      |
| B2     | 39.29        | USA  | Trischa Zorn        | URS    | Tatiana Chipovalova | BEL   | Carine van Puyvelde |
| B3     | 39.55        | SWE  | Gabriella Tjernberg | AUS    | Mandy Maywood       | USA   | Debra Brandewie     |
| L2     | 57.05        | SWE  | Marie-Louise Freij  | USA    | Pamela Danberg      | DEN   | Anne-Dorte Andersen |

### 100 m schoolslag
| Klasse | Snelste tijd | Goud | Goud                | Zilver | Zilver              | Brons | Brons                  |
| ------ | ------------ | ---- | ------------------- | ------ | ------------------- | ----- | ---------------------- |
| 5      | 1:56.24      | POL  | Malgorzata Adamik   | ESP    | Esther Eroles       | SWE   | Lena-Marie Hagman      |
| 6      | 1:48.98      | FRG  | Heidi Kopp          | ARG    | Beatriz Greco       | BRA   | Graciana Moreira Alves |
| A2     | 1:40.47      | SWE  | Cecilia Karlsson    | USA    | Jan Wilson          | ISR   | Semadar Zor            |
| A8     | 1:33.36      | SWE  | Kristina Brokholc   | AUS    | Judith Young        | FRA   | Isabelle Duranceau     |
| B1     | 1:30.48      | SWE  | Magdalena Tjernberg | GBR    | Louise Byles        | CAN   | Yvette Weicker         |
| B2     | 1:26.30      | USA  | Trischa Zorn        | BEL    | Carine van Puyvelde | URS   | Tatiana Chipovalova    |
| B3     | 1:25.20      | SWE  | Gabriella Tjernberg | USA    | Debra Brandewie     | AUS   | Mandy Maywood          |
| C4     | 2:22.28      | ISR  | Miri Sisso          | GBR    | Jane Stidever       | NZL   | Janette Cordery        |
| L5     | 1:41.87      | ESP  | Laura Tramuns       | FIN    | Miia Rantanen       | SUI   | Esthel Sauter          |
| L6     | 1:29.61      | FRG  | Claudia Hengst      | NED    | Sjerstin Vermeulen  | GBR   | Thelma Young           |

### 200 m schoolslag
| Klasse | Snelste tijd | Goud | Goud                | Zilver | Zilver              | Brons | Brons               |
| ------ | ------------ | ---- | ------------------- | ------ | ------------------- | ----- | ------------------- |
| B1     | 3:13.19      | SWE  | Magdalena Tjernberg | GBR    | Louise Byles        | CAN   | Tamara Boccaccio    |
| B2     | 3:05.08      | USA  | Trischa Zorn        | BEL    | Carine van Puyvelde | URS   | Tatiana Chipovalova |
| B3     | 3:03.24      | SWE  | Gabriella Tjernberg | USA    | Debra Brandewie     | AUS   | Mandy Maywood       |

### 25 m vlinderslag
| Klasse | Snelste tijd | Goud | Goud              | Zilver | Zilver         | Brons | Brons          |
| ------ | ------------ | ---- | ----------------- | ------ | -------------- | ----- | -------------- |
| 2      | 25.57        | USA  | Cynthia Gettinger | USA    | Karen Lagrange | AUS   | Lyn Lillecrapp |

### 100 m vlinderslag
| Klasse | Snelste tijd | Goud | Goud                 | Zilver | Zilver              | Brons | Brons                  |
| ------ | ------------ | ---- | -------------------- | ------ | ------------------- | ----- | ---------------------- |
| 6      | 1:39.23      | ESP  | Pilar Javaloya       | BRA    | Maria Jussara Matos | BRA   | Graciana Moreira Alves |
| A2     | 1:33.89      | ISR  | Semadar Zor          | USA    | Jan Wilson          | NED   | Jacqueline Nannenberg  |
| A8     | 1:20.42      | DEN  | Charlotte Hede       | GBR    | Joanne Round        | FRA   | Isabelle Duranceau     |
| B1     | 1:26.60      | FIN  | Eeva Riitta Kukkonen | SWE    | Magdalena Tjernberg | GBR   | Janice Burton          |
| B2     | 1:11.42      | USA  | Trischa Zorn         | GBR    | Angela McDowell     | SWE   | Eva Andersson          |
| L6     | 1:11.77      | FRG  | Claudia Hengst       | AUS    | Judith Young        | FRO   | Tora Vid Keldu         |

### 200 m wisselslag
| Klasse | Snelste tijd | Goud | Goud                | Zilver | Zilver                | Brons | Brons              |
| ------ | ------------ | ---- | ------------------- | ------ | --------------------- | ----- | ------------------ |
| 6      | 3:28.01      | FRG  | Heidi Kopp          | USA    | Nancy Clarke          | ARG   | Beatriz Greco      |
| A2     | 3:12.97      | ISL  | Lilja Snorradottir  | NED    | Jacqueline Nannenberg | USA   | Jan Wilson         |
| A8     | 3:00.71      | DEN  | Charlotte Hede      | GBR    | Joanne Round          | FRA   | Isabelle Duranceau |
| B1     | 3:04.48      | SWE  | Magdalena Tjernberg | GBR    | Janice Burton         | CAN   | Yvette Weicker     |
| B2     | 2:37.19      | USA  | Trischa Zorn        | FIN    | Paivi Tolonen         | GBR   | Angela McDowell    |
| B3     | 2:42.19      | USA  | Debra Brandewie     | SWE    | Gabriella Tjernberg   | CAN   | Michelle Arnold    |
| L6     | 2:41.13      | FRG  | Claudia Hengst      | AUS    | Judith Young          | NED   | Sjerstin Vermeulen |

### 400 m wisselslag
| Klasse | Snelste tijd | Goud | Goud            | Zilver | Zilver              | Brons | Brons               |
| ------ | ------------ | ---- | --------------- | ------ | ------------------- | ----- | ------------------- |
| B2     | 5:36.12      | USA  | Trischa Zorn    | GBR    | Angela McDowell     | URS   | Tatiana Chipovalova |
| B3     | 5:43.46      | USA  | Debra Brandewie | SWE    | Gabriella Tjernberg | CAN   | Michelle Arnold     |

Atletiek · Bankdrukken · Basketbal · Boogschieten · Boccia · CP-voetbal · Gewichtheffen · Goalball · Judo · Koersbal · Schermen · Schietsport · Snooker · Tafeltennis · Tennis · Volleybal · Wielersport · Zwemmen
Rome 1960 ·
Tokio 1964 ·
Tel Aviv 1968 ·
Heidelberg 1972 ·
Toronto 1976 ·
Arnhem 1980 ·
New York & Stoke Mandeville 1984 ·
Seoel 1988 ·
Barcelona 1992 ·
Atlanta 1996 ·
Sydney 2000 ·
Athene 2004 ·
Peking 2008 ·
Londen 2012 ·
Rio de Janeiro 2016 ·
Tokio 2020 ·
Parijs 2024 ·
Los Angeles 2028